# الغرزة (بني حشيش)

تعديل مصدري - تعديل

الغرزة هي إحدى قرى عزلة الأبناء بمديرية بني حشيش التابعة لمحافظة صنعاء، بلغ تعداد سكانها 185 نسمة حسب تعداد اليمن لعام 2004.